# Francine Clavien
Francine Clavien, née le 8 décembre 1967 à Miège, est une poète valaisanne.

## Biographie
Francine Clavien vit et travaille en Valais.
Terre arraisonnée est sa première publication, en 2001. Ce recueil de poésie est édité dans un coffret : Achevé d'imprimer, composé de cinq recueils d'auteurs suisses et français (Beat Christen, Francine Clavien, Jacques Moulin, Jean Portante, Fabio Pusterla). Il est édité, imprimé en typographie, relié et diffusé au Salon du Livre 2001 par les Éditions Empreintes. 
Elle publie deux autres recueils de poèmes aux mêmes éditions, Eté visionnaire en 2002 et C'est bien ici que je vis en 2004. Suivent, en 2013, "Berlin en vie" aux éditions Alla Chiara Fonte (Lugano) et "Aux mots de courir le monde", avec Marcin Kurek, aux éditions Sicania (Marseille). Enfin, en 2014 paraît "Chemins sans sommeil" aux éditions Samizdat.

## Sources
- « Francine Clavien », sur la base de données des personnalités vaudoises sur la plateforme « Patrinum » de la Bibliothèque cantonale et universitaire de Lausanne.
- C'est bien ici que je vis
- 24 Heures, 2005/03/22, p. 14 avec photographie
- Francine Clavien dans Viceversa Littérature.
- Solothurner Literaturtage - Home